# Parasophroniella nigriscapus
Parasophroniella nigriscapus är en skalbaggsart som beskrevs av Stefan von Breuning 1975. Parasophroniella nigriscapus ingår i släktet Parasophroniella och familjen långhorningar. Inga underarter finns listade i Catalogue of Life.